# Vifredo II
Vifredo II (IX secolo – X secolo), fu conte di Piacenza dal 906 circa al 922 circa.

## Biografia
Figlio di Suppone II e di Berta, figlia del conte di Piacenza Vifredo I, Vifredo II apparteneva alla stirpe franca dei Supponidi.
Presente a partire dai tempi del duro conflitto scatenatosi in Italia tra Berengario e Guido, all'indomani della sparizione di Carlo III, insieme ai fratelli Adelgiso II e Bosone III è in grado di fornire al primo dei due contendenti un contingente di 1.500 cavalieri, come recitano i Gesta Berengarii Imperatoris; sempre in questi, egli è definito parte dei tria fulmina belli assieme ai due fratelli. Con Berengario era legato da vincoli di sangue, per via del matrimonio contratto da quello con la sorella Bertilla. Nel febbraio dell'889 Guido infligge una decisiva sconfitta alle forze di Berengario, proprio sul Trebbia.
Vifredo è costretto ad abbandonare i suoi territori, l'area cioè di Piacenza e Parma e a rifugiarsi con Berengario in Friuli. Nel 906, tramontata la stella dell'avversario, Berengario riesce a ottenere la corona d'Italia e a Vifredo viene restituito il titolo precedentemente perso. A questo riguardo, un documento piacentino ci mostra che Vifredo nel 911 partecipa ad una udienza in veste di comes eiusdem comitato Piacentino. Sembra anche aver avuto, all'apparenza, interessi nella zona di confine tra Parma e Brescia, dal momento che lo troviamo alle prese con una controversia, con il vescovo Pietro di Reggio, relativa ad alcuni possedimenti appartenenti alla Chiesa di Reggio nella zona di Torricella (30 km a nord di Parma, sul Po) probabilmente spettanti alla contea di Brescia. Questa controversia giungerà alle orecchie di Berengario. Durante il giurato tenuto il 9 giugno del 912 nel palazzo reale di Pavia, Vifredo viene incolpato di ingiustizia ed è costretto a restituire supradicta Sanctae Mariae capella et castro inibi facto alla Chiesa di Reggio. Nonostante il verdetto, non sembra che il conte cadesse in disgrazia.
Dal frammento di un documento pubblicato nello stesso periodo, databile tra il 912 e il 915, Vifredo appare al lato del sovrano con l'epiteto dilectus consiliarius: si mostra favorevole alla costruzione di un castelletto in comitatu Ticinensis in villa Figaria, terreno di proprietà del subdiacono pavese Hieronimus, come difesa contro il pericolo degli Ungari. L'influenza di Vifredo II sui destini dell'alta Italia è chiara da poche note rimasteci.
Non è ancora chiaro, invece, se la sua influenza persistesse alla corte di Berengario dopo l'omicidio per avvelenamento commesso dal re ai danni di Bertilla, sua moglie e sorella di Vifredo o se una punizione così severa (vedi sopra) fosse preludio anche di drastici cambi nei loro rapporti. Secondo il Wickham, nel 922 Vifredo risulterebbe schierato dalla parte di Rodolfo II. Due diplomi reali per il capitolo di Parma (un documento di Berengario del 19 febbraio del 921 e uno di Rodolfo II dell'8 dicembre del 922) lo definiscono ancora benefattore della Chiesa di Parma; insieme a sua madre Berta, vedova del conte Suppone II, aveva trasferito al capitolo della cattedrale di Parma diversi beni, poi riconfermati dai due sovrani alla Chiesa di Parma.

## Discendenza
Vifredo era probabilmente padre di Rostanno, conte del Seprio nel 950.

## Ascendenza
|            |           |   | Genitori |  |  | Nonni                |  |  | Bisnonni  |  |
|            |           |   |          |  |  | Adelchi I di Spoleto |  |  | Suppone I |  |
|            |           |   |          |  |  | Adelchi I di Spoleto |  |  | Suppone I |  |
|            |           | … |          |  |  | Adelchi I di Spoleto |  |  |           |  |
| Suppone II |           |   |          |  |  | Adelchi I di Spoleto |  |  |           |  |
|            |           | … | …        |  |  |                      |  |  |           |  |
|            |           | … | …        |  |  |                      |  |  |           |  |
|            |           | … | …        |  |  |                      |  |  |           |  |
| Vifredo II |           | … |          |  |  |                      |  |  |           |  |
|            | Vifredo I | … |          |  |  |                      |  |  |           |  |
|            | Vifredo I | … |          |  |  |                      |  |  |           |  |
|            | Vifredo I | … |          |  |  |                      |  |  |           |  |
| Berta      | Vifredo I |   |          |  |  |                      |  |  |           |  |
|            |           | … | …        |  |  |                      |  |  |           |  |
|            |           | … | …        |  |  |                      |  |  |           |  |
|            |           | … | …        |  |  |                      |  |  |           |  |
|            |           | … |          |  |  |                      |  |  |           |  |